# Agnes Jebet Tirop
Agnes Jebet Tirop (Uasin Gishu, 23 de octubre de 1995-Iten, 13 de octubre de 2021) fue una deportista keniana que compitió en atletismo, especialista en las carreras de fondo y de campo a través.
Ganó dos medallas de bronce en el Campeonato Mundial de Atletismo, en los años 2017 y 2019, ambas en la prueba de 10 000 m. Aparte, ganó dos carreras en la Liga de Diamante.
En la modalidad de campo a través, obtuvo dos medallas en el Campeonato Mundial de 2015, oro en la carrera individual y plata por equipo.
Participó en los Juegos Olímpicos de Tokio 2020, ocupando el cuarto lugar en la prueba de 5000 m. En septiembre de 2021 estableció una nueva plusmarca mundial de los 10 km en ruta (30:01).
Falleció a los 25 años, asesinada a puñaladas en su casa por su marido.

## Palmarés internacional
| Campeonato Mundial | Campeonato Mundial    | Campeonato Mundial | Campeonato Mundial |
| Año                | Lugar                 | Medalla            | Prueba             |
| ------------------ | --------------------- | ------------------ | ------------------ |
| 2017               | Londres (Reino Unido) | Medalla de bronce  | 10 000 m           |
| 2019               | Doha (Catar)          | Medalla de bronce  | 10 000 m           |

| Campeonato Mundial | Campeonato Mundial | Campeonato Mundial | Campeonato Mundial |
| Año                | Lugar              | Medalla            | Prueba             |
| ------------------ | ------------------ | ------------------ | ------------------ |
| 2015               | Guiyang (China)    | Medalla de oro     | Individual         |
| 2015               | Guiyang (China)    | Medalla de plata   | Equipo             |